# Harpionicterins
Els harpionicterins (Harpyionycterinae) són una subfamília de ratpenats de la família dels pteropòdids. Totes les espècies vivents d'aquest grup viuen a les illes del sud-est asiàtic. Morfològicament, aquest tàxon es basa en les característiques craniodentals de les espècies que el componen. Conté setze espècies repartides en tres gèneres diferents.
Els gèneres d'aquesta subfamília són els següents:
- Aproteles (1 espècie)
- Dobsonia (13 espècies)
- Harpyionycteris (2 espècies)